# بوب مارتن (مغني)
بوب مارتن (بالإنجليزية: Bob Martin)‏ هو مغني وكاتب أغاني أمريكي، ولد في 1942.

## وصلات خارجية
- بوب مارتن على موقع ميوزك برينز (الإنجليزية)
- بوب مارتن على موقع ديسكوغز (الإنجليزية)